# FNLA
Az Angola Felszabadításának Nemzeti Frontja (portugálul: Frente Nacional de Libertação de Angola) röviden FNLA egy jobboldali angolai politikai párt. 1954-ben alakult militáns szervezetként. Részt vett az angolai függetlenségéért indított küzdelmekben. Annak kivívása után az MPLA egyik vetélytársa lett. Az MPLA elleni fegyveres konfliktusból (angolai polgárháború), az UNITA-val ellentétben azonban hamar kivált. 1991-ben szerveződött demokratikus párttá. A 2008-as parlamenti választásokon 1,11%-ot szerzett és ezzel az ötödik legerősebb pártnak bizonyult.

## Története
Az FNLA eredete 1954. július 7-éig nyúlik vissza, amikor megalapították az Észak-angolai Lakosok Unióját (UPNA). 1958-ban azonban Angolai Lakosok Uniójára (UPA) változtatták a nevüket, ezzel is hangsúlyozva a nemzeti jelleget és az alapvető céljukat, amely a nemzeti felszabadítás és függetlenség elérése volt. Ennek elérése érdekében az UPA 1961. március 15-én nemzeti felszabadító harcot kezdeményezett. Ezt egyéb akciók előzték meg januárban és februárban Malange-ban és Luandában.
1962. március 27-én az Angolai Demokrata Párttal (PDA) egyesülve felvették a ma is használatban levő Angola Felszabadításának Nemzeti Frontja (FNLA) nevet. Az FNLA volt az első angolai felszabadítási mozgalom, amelyet nemzetközileg is elismertek. Erre Kairóban került sor 1963-ban az Afrikai Egységszervezet csúcstalálkozóján, a száműzetésben működő Angolai Forradalmi Kormány által. Az FNLA 1974. október 11-éig folytatta a fegyveres harcot és az egyetlen olyan mozgalom volt, amely valódi tűzszüneti egyezményt kötött a portugál kormánnyal.
Az egyezményt Irmão Álvaro Holden Roberto FNLA elnök, aki egyben az ELNA (Angolai Nemzeti Felszabadítási Hadsereg) főparancsnoka is volt és Fontes Pereira de Melo portugál tábornok írták alá Kinshasában. Az FNLA ugyancsak részt vett az alvori egyezmény létrehozásában, amelyet 1975 január 15-én, Portugáliában (Algarve) írt alá a másik két elismert felszabadítási mozgalom képviselőivel együtt. Az alvori egyezmény azonban nem váltotta be a reményeket, mivel nem került sor általános választásokra.
1975 novemberében, amikor a portugál hadsereg kivonult Angolából az MPLA a függetlenné vált ország kormányává nyilvánította magát és kihirdette az Angolai Népköztársaságot. A belső ellenzéket az UNITA és FNLA alkotta. Ők szintén kormányt alakítottak, amelynek központja Huambo lett. Ezzel kezdetét vette a majdnem három évtizedig tartó angolai polgárháború. Az FNLA azonban az 1970-es évek végén száműzetésbe vonult, így a harc gyakorlatilag az MPLA és az UNITA között folyt a hatalomért.
Az FNLA legfelsőbb bíróság általi bejegyzésére és párttá való átalakulására 1991. május 11. és 20 között került sor. 1992. július 28. és 31 között az FNLA Luandában, a természettudományi múzeum épületében megtartotta az első nemzeti konferenciáját. Ekkor viszonylagos béke és demokrácia volt az országban. A konferencia célja a helyi és a központi szervek újjászervezése és az első választásokra való felkészülés volt.
1992-ben a szeptemberi elnökválasztás során a párt jelöltje Holden Roberto a negyedik helyet szerezte meg. Ő összesen 83 135 szavazatot kapott, amely a szavazatok 2,11%-át tette ki. Az ugyanekkor megtartott országgyűlési választások során a pártra 94 742 fő szavazott, amely a szavazatok 2,40%-a volt. Ezzel a harmadik helyet szerezték meg. A 2008-as parlamenti választásokon a párt 1,11%-ot szerzett és ezzel az ötödik legerősebb pártnak bizonyult.